# Ժ
Ժ, ժ (że) – dziesiąta litera alfabetu ormiańskiego. Jest wykorzystywana do oddania dźwięku [ʒ], tj. spółgłoski szczelinowej zadziąsłowej dźwięcznej. Została stworzona przez Mesropa Masztoca, podobnie jak pozostałe litery alfabetu ormiańskiego (oprócz օ, ֆ i և).
Litera Ժ jest transkrybowana w języku polskim jako Ż.
W ormiańskim systemie zapisywania liczb literze Ժ jest przypisana liczba 10.

## Kodowanie
| Znak                   | Ժ                           | Ժ                           | ժ                         | ժ                         |
| ---------------------- | --------------------------- | --------------------------- | ------------------------- | ------------------------- |
| Nazwa w Unikodzie      | Armenian Capital Letter Zhe | Armenian Capital Letter Zhe | Armenian Small Letter Zhe | Armenian Small Letter Zhe |
| Kodowanie              | dziesiątkowo                | szesnastkowo                | dziesiątkowo              | szesnastkowo              |
| Unicode                | 1338                        | U+053A                      | 1386                      | U+056A                    |
| UTF-8                  | 212 186                     | d4 ba                       | 213 170                   | d5 aa                     |
| Odwołania znakowe SGML | &#1338;                     | &#x053A;                    | &#1386;                   | &#x056A;                  |